# Karel Peeters
Karel Constant Peeters (Wuustwezel, 29 décembre 1903 - Anvers, 16 décembre 1975), connu sous le nom de KC Peeters, était un journaliste belge, éditeur, folkloriste et pionnier de la pratique scientifique du folklore en Belgique néerlandophone. Il a également été un haut fonctionnaire de la ville d'Anvers.

## Parcours de vie
Peeters a étudié comme professeur à l'école normale catholique d'Anvers et était actif dans le mouvement étudiant de Noorderkempen. De 1923 à 1933, il a été enseignant et a également montré un intérêt pour l'histoire locale. En 1925, il obtient un diplôme en administration publique.
Il a commencé une deuxième carrière dans le journalisme. Il collabore d'abord avec le Dagblad van Noord-Brabant et Zeeland (1930-1933). Il devint par la suite rédacteur en chef de De Morgenpost (1933-1939). En 1939-1940, il devient rédacteur en chef par intérim de De Standaard, en remplacement de Jan Boon.
Entre-temps, il avait recommencé à étudier à l' Université de Gand, où le professeur Paul De Keyser enseignait le sujet du folklore. Peeters a étudié la psychologie sociale, la pédagogie et l'histoire de l'art. En 1938, il a obtenu son doctorat en sciences de l'éducation avec la thèse Les aspects psychologiques et la signification pédagogique du folklore.
En 1940, il est devenu fonctionnaire à la ville d'Anvers. Il est devenu chef de cabinet du bourgmestre par intérim Leo Delwaide (1940-1943), conservateur du musée archéologique de Vleeshuis (1943-1947), secrétaire municipal adjoint (1947-1950), secrétaire municipal (1950-1968) et conseiller général (1968-1973). À ces postes, il a joué un rôle actif dans la néerlandisation de la communauté des affaires d'Anvers.

## Folklore
- Peeters a enseigné le folklore à la Katholieke Universiteit Leuven à partir de 1946, d'abord comme assistant, puis à partir de 1949 comme professeur et à partir de 1959 comme professeur remplaçant[4].
- L'étude des sagas folkloriques en Flandre a été l'un des projets qu'il a réalisés avec le professeur De Keyzer[3].
- Ses études du folklore se sont reflétées dans de nombreuses publications, livres, contributions à des magazines et livres d'hommage qu'il a réalisés[2].
- Il est également l'auteur de la bibliographie populaire en néerlandais, un registre systématique des revues, séries et publications occasionnelles (1964-1998).
- En 1940, il est devenu rédacteur  et en 1968 rédacteur en chef du magazine Volkskunde[2].

## Fonctions honorifiques
Peeters a acquis une réputation nationale et internationale dans le domaine du folklore. Il est devenu:
- Premier président de la Société nationale d'ethnologie et de folklore (1964-1971).
- Directeur important de l' International Society for Folk-Narrative Research.
- En 1947, il est devenu membre de la section flamande de la Royal Belgian Folklore Association.
- En 1968, il était le président fondateur de la Folklore Society.
- Il a fondé l' Institut du folklore en 1968, qui a été rebaptisé Institut du folklore KCPeeters en 1980.
- En 1970, il est devenu membre de la Commission royale pour les monuments et les paysages[5].

## Homonymie
Il ne faut pas confondre Karel Constant Peeters avec son contemporain et homonyme Karel C. Peeters (Berchem, 1903 - Deurne, 1984). Cet homonyme était un collaborateur actif et a été condamné à mort lors du procès du Volk en Staat en 1946. Après sa libération en 1951, il jouait un rôle important au sein de l'Algemeen Nederlands Zangverbond (ANZ).

## Publications
- Het Volksche kerstlied in Vlaanderen, 1942.
- Het Vlaamsche volksleven, 1943.
- Eigen Aard. Grepen uit de Vlaamse folklore, 1946.
- Soldaten van Napoleon, 1955.
- Over Volkskunst, 1956.
- Volkskundige aantekeningen, 1962.
- Vlaams Sagenboek, 1979[5].